# OGC Nice Côte d'Azur Handball
OGC Nice Côte d'Azur Handball är en damhandbollsklubb från Nice i Frankrike, bildad 2006. Sedan 2012 spelar laget i högsta divisionen, LNH Division 1.

## Historia
2006 infördes en policy för att utveckla klubben för att kunna nå toppdivisionen i fransk handboll. Klubben utvecklades sedan stadigt och gick från femte nivån (N3) 2007-2008 till första divisionen (LFH) 2012-2013, med uppflyttningar i seriesystemet på 5 år. Denna utveckling gjordes med hjälp av franska landslagsspelare som  stärkte klubben då den spelade i lägre divisioner, till exempel Valérie Nicolas som anslöt till klubben 2008 (i N2) och Nodjialem Myaro 2010 (i N1). I slutet av säsongen 2011-2012 då laget leddes av Carine Bertrand, nådde klubben division 1. Under säsongen 2012-2013 slutade klubben, som spelade sin första säsong bland eliten på sjunde plats i mästerskapet. 2019 slutade klubben tvåa för första gången i Frankrike och kvalificerade sig för EHF-cupen för säsongen 2019/2020.

## Kända tidigare spelare
- Carmen Martín (2017–2019)
- Elisabeth Chávez (2012–2015)
- Ana Martínez (2017–2018)
- Beatriz Escribano (2012–2015)
- Karen Knútsdóttir (2014–2017)
- Arna Sif Pálsdóttir (2015–2017)
- Linnea Torstenson (2017–2019)
- Cecilia Grubbström (2013–2014)
- Jane Schumacher (2016–2018)
- Samira Rocha (2014–2016)
- Ágnes Hornyák (2015–2016)
- Maida Arslanagić (2012–2014)
- Aïssatou Kouyaté (2014–2017)
- Alexandra Lacrabère (2014–2016)
- Cléopâtre Darleux (2014–2016)
- Nodjialem Myaro (2010–2013)
- Béatrice Edwige (2014–2016)
- Valérie Nicolas (2008–2012)